# Méthode de la pensée à voix haute
La méthode de la pensée à voix haute (Think aloud protocol) ou sa variante de raisonnement à voix haute est une démarche utilisée dans les sciences humaines, notamment en psychologie et en ergonomie. L'objet de cette méthode est d'expliciter les aspects cognitifs implicitement présents dans des actions. Cette méthode est assez proche des principes d'entretien d'explicitation et d'entretien semi directif.
Son principe est de demander au participant d'énoncer ses pensées au fur et à mesure qu'il entre en contact avec le matériel que l'on souhaite expérimenter. On demandera par exemple au sujet de répondre à un questionnaire tout en disant tout haut ce à quoi chaque question le fait penser (comment il l'interprète, les mots qui l'intriguent, etc.). La méthode est utilisée notamment lors des tests utilisateurs réalisés en ergonomie informatique lors de l'utilisation de logiciel ou site web.
Les sessions sont enregistrées par l'expérimentateur (par prise de note, enregistrement audio, voire vidéo) de manière que ces réactions puissent être étudiées et que l'on puisse éventuellement les approfondir ultérieurement.
La méthode de pensée à voix haute a pour consigne essentielle de dire ce que l'on pense, alors que la variante du raisonnement à voix haute propose une consigne plus élaborée visant à élucider l'heuristique utilisée par le sujet pour résoudre un problème.

## Utilisation pour les tests utilisateurs
En ergonomie informatique, la méthode de la pensée à voix haute est pratiquée pour faire expliciter aux utilisateurs tests :
- le but poursuivi pour réaliser la tâche demandée ;
- le cheminement ou mode opératoire pour atteindre le but ;
- la compréhension de l'interface en fonction des attentes de l'utilisateur.

### Avantages
- permet de comprendre le mode de pensée de l'utilisateur ;
- se fonde sur l'observation de l'utilisateur final, contrairement à l'audit ergonomique qui ne s'appuie que sur l'expertise de l'évaluateur.

### Inconvénients
- peut manquer d'exhaustivité car l'utilisateur ne prend qu'un chemin pour effectuer la tâche demandée, il ne décrira pas tous les chemins possibles dont certains peuvent conduire à des erreurs ;
- n'est pas toujours possible pour toutes les situations observées, en particulier lorsque les contraintes temporelles sont fortes.
- peut importuner les personnes présentes dans son entourage par la perturbation sonore engendrée.